# ゼヤ川
ゼヤ川（ゼヤがわ、ゼーヤ川、Zeya、ロシア語: Зе́я(エヴェンキ語で剣の意)、満州語:ᠵᡳᠩᡴᡳᡵᡳ
ᠪᡳᡵᠠ 、転写：jingkiri bira）は、ロシア極東部のアムール州を流れる長さ1,242kmの川で、アムール川の大きな支流の一つである。中国での古称を精奇里江と言う。
スタノヴォイ山脈の一部をなすトキイスキー・スタノヴィク山脈（Токийский Становик）に発し、水力発電所で知られ東西方向に連なる巨大なダム湖・ゼヤ湖を経てゼヤの町を流れ、広大なアムールゼヤ平原に出て南東へ転じ、北東からの大きな支流・セレムジャ川を合わせて南西へ向きを変える。ゼヤブレヤ平原に入り、クラスノヤロヴォや、シベリア鉄道がゼヤ川を渡るスヴォボードヌイの町などを流れブラゴヴェシチェンスクでアムール川に合流する。

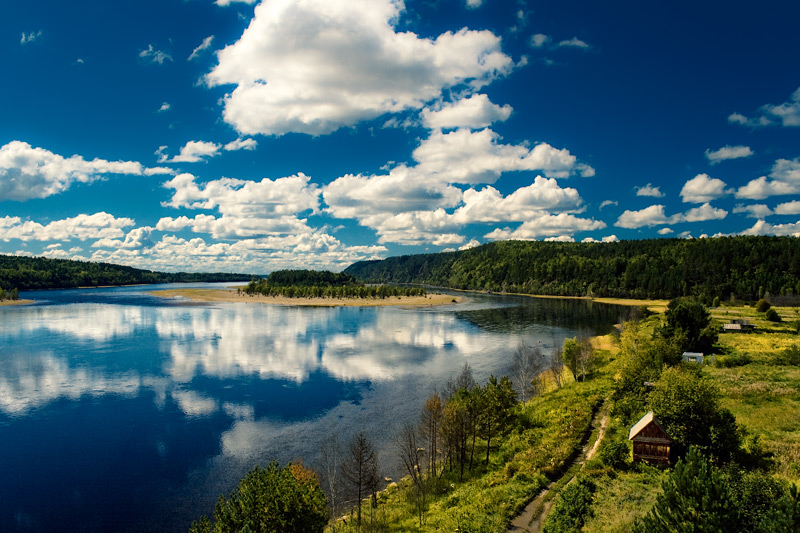
ゼヤ川と中州

流域であるアムール川北岸（アムール州南部）は、小興安嶺山脈が連なる中国領の南岸とは違い、アムールゼヤ平原など比較的平坦な地形である。11月から5月にかけて凍結するが、残りの時期はこれらの都市を結ぶ重要な航路となる。
おもな支流に、右岸側はトク川（Ток）、ムリムガ川（Мульмуга）、ブリャンタ川（Брянта）、ギリウイ川（Гилюй）、ウルカン川（Уркан）、左岸側はクプリ川（Купури）、アルギ川（Арги）、デプ川（Деп）、セレムジャ川（Селемджа）、トミ川（Томь）などがある。
ブレヤ川を含む一帯の広大な氾濫原には三日月湖、湿地、河岸段丘、草地、フェン、オークの森林などがあり、1994年にラムサール条約登録地となった。